# 罗尔定理
以法国数学家米歇尔·罗尔命名的罗尔中值定理（英語：Rolle's theorem）是微分学中一条重要的定理，是三大微分中值定理之一，叙述如下：如果函数{\displaystyle f(x)}满足
1. 在闭区间{\displaystyle [a,b]}上连续；
2. 在开区间{\displaystyle (a,b)}内可微分；
3. 在区间端点处的函数值相等，即{\displaystyle f(a)=f(b)}，

那么在{\displaystyle (a,b)}内至少有一点{\displaystyle \xi (a<\xi <b)}，使得{\displaystyle f^{\prime }(\xi )=0}。

## 证明

罗尔定理的几何意义

首先，因为{\displaystyle f}在闭区间{\displaystyle [a,b]}上连续，根据极值定理，{\displaystyle f}在{\displaystyle [a,b]}上有最大值和最小值。如果最大值和最小值都在端点{\displaystyle a}或{\displaystyle b}处取得，由于{\displaystyle f(a)=f(b)}，{\displaystyle f}显然是一个常数函数。那么对于任一点{\displaystyle \xi \in (a,b)}，我们都有{\displaystyle f^{\prime }(\xi )=0}。
现在假设{\displaystyle f}在{\displaystyle \xi \in (a,b)}处取得最大值。我们只需证明{\displaystyle f}在该点导数为零。
取{\displaystyle x\in (a,\xi )}，由最大值定义{\displaystyle f(\xi )\geq f(x)}，那么{\displaystyle {\frac {f(x)-f(\xi )}{x-\xi }}\geq 0}。令{\displaystyle x\rightarrow \xi ^{-}}，则{\displaystyle \lim _{x\rightarrow \xi ^{-}}{\frac {f(x)-f(\xi )}{x-\xi }}\geq 0}。因为{\displaystyle f}在{\displaystyle \xi }处可导，所以我们有{\displaystyle f'(\xi )\geq 0}。
取{\displaystyle x\in (\xi ,b)}，那么{\displaystyle {\frac {f(x)-f(\xi )}{x-\xi }}\leq 0}。这时令{\displaystyle x\rightarrow \xi ^{+}}，则有{\displaystyle \lim _{x\rightarrow \xi ^{+}}{\frac {f(x)-f(\xi )}{x-\xi }}\leq 0}，所以{\displaystyle f'(\xi )\leq 0}。
于是，結合兩者，{\displaystyle f'(\xi )=0}。
{\displaystyle f}在{\displaystyle \xi \in (a,b)}处取得最小值的情况同理。

## 例子

### 第一个例子
考虑函数
{\displaystyle f(x)={\sqrt {r^{2}-x^{2}}},\quad x\in [-r,r]}。

半径为r的半圆

（其中r > 0。）它的图像是中心位于原点的半圆。这个函数在闭区间[−r,r]内连续，在开区间(−r,r)内可导（但在终点−r和r处不可导）。由于f(−r) = f(r)，因此根据罗尔定理，存在一个导数为零的点。

### 第二个例子

绝对值函数的图像

如果函数在区间内的某个点不可导，则罗尔定理的结论不一定成立。对于某个a > 0，考虑绝对值函数：
{\displaystyle f(x)=|x|,\qquad x\in [-a,a]}。
那么f(−a) = f(a)，但−a和a之间不存在导数为零的点。这是因为，函数虽然是连续的，但它在点x = 0不可导。注意f的导数在x = 0从-1变为1，但不取得值0。

## 推广形式
第二个例子表明罗尔定理下面的一般形式：
考虑一个实数，f(x)是在闭区间[a,b]上的连续函数，并满足f(a) = f(b).如果对开区间(a,b)内的任意x，右极限
{\displaystyle f'(x+):=\lim _{h\to 0^{+}}{\frac {f(x+h)-f(x)}{h}}}
而左极限
{\displaystyle f'(x-):=\lim _{h\to 0^{-}}{\frac {f(x+h)-f(x)}{h}}}
在扩展的实数轴[−∞,∞]上存在，那么开区间(a,b)内就存在c使得这两个极限
{\displaystyle f'(c+)\quad }和{\displaystyle \quad f'(c-)}
中其中一个≥ 0，另一个≤ 0（在扩展的实数轴上）。如果对任何x左极限和右极限都相同，那么它们对c也相等，于是在c处f的导函数存在且等于零。